# Džihlam (město)
Džihlam (anglicky Jhelum, paňdžábsky a urdsky جہلم‎) je město na východním břehu řeky Džihlam, které se nachází v okrese Džihlam na severu provincie Paňdžáb v Pákistánu. Je to 44. největší město Pákistánu podle počtu obyvatel. Město je známé tím, že před získáním nezávislosti poskytlo mnoho vojáků Britské armádě, a později Pákistánským ozbrojeným silám – díky tomu je také známé jako Město vojáků nebo Země mučedníků a bojovníků.
Nachází se pár kilometrů od místa starověké bitvy u Hydaspés mezi Alexandrovými vojsky a vojsky krále Póra. Je možné, že město bylo hlavním městem Pórova království. Nedaleko bylo založeno město Bukefala na památku smrti Alexandrova koně Bukefala. K dalším významným místům v okolí patří pevnost Rohtas z 16. století, komplex starověkých chrámů a silnice ze 16. století, která prochází městem. Podle pákistánského sčítání lidu z roku 2017 žilo ve městě 190 425 obyvatel. Ve městě a jeho okolí se nachází řada průmyslových podniků, včetně tabákové továrny.

## Historie

### Starověk
Zdá se, že nejstaršími obyvateli města byli Rádžpúti, Gurdžárové, Džátové a Ahírové, kteří dnes obývají Solné pohoří a jeho severní náhorní plošinu.

### Britská Indie
Za britské vlády bylo město spojeno Severozápadní státní železnicí s ostatními městy. Počet obyvatel podle sčítání lidu v roce 1901 činil 14 951.

## Obyvatelstvo
Město má přibližně 190 471 obyvatel (2017) a je 44. největším městem v Pákistánu. Celková rozloha města je asi 22 km2. Hustota zalidnění je 261 obyv./km2. Míra růstu počtu obyvatel je 1,51, což je ve srovnání s ostatními městskými oblastmi Pákistánu velmi nízká hodnota. Většina obyvatel, tj. 98,47 %, jsou muslimové. Z menšin mají převahu křestaně, kteří tvoří 1,36 %.
Míra gramotnosti ve městě patří k nejvyšším v Pákistánu. Se 79 % je nižší pouze než v Islámábádu a sousedním Rávalpindí. Míra gramotnosti se zvýšila z 38,9 % v roce 1981. V městských oblastech je mnohem vyšší jak u mužů, tak u žen. Elektřinu má 84 % obyvatel a 96 % má přístup k vodě. Index lidského rozvoje je 0,770, což je po Karáčí nejvyšší hodnota v Pákistánu.

## Sport
Ve městě se nachází golfové hřiště, kde se pravidelně konají národní golfové turnaje.

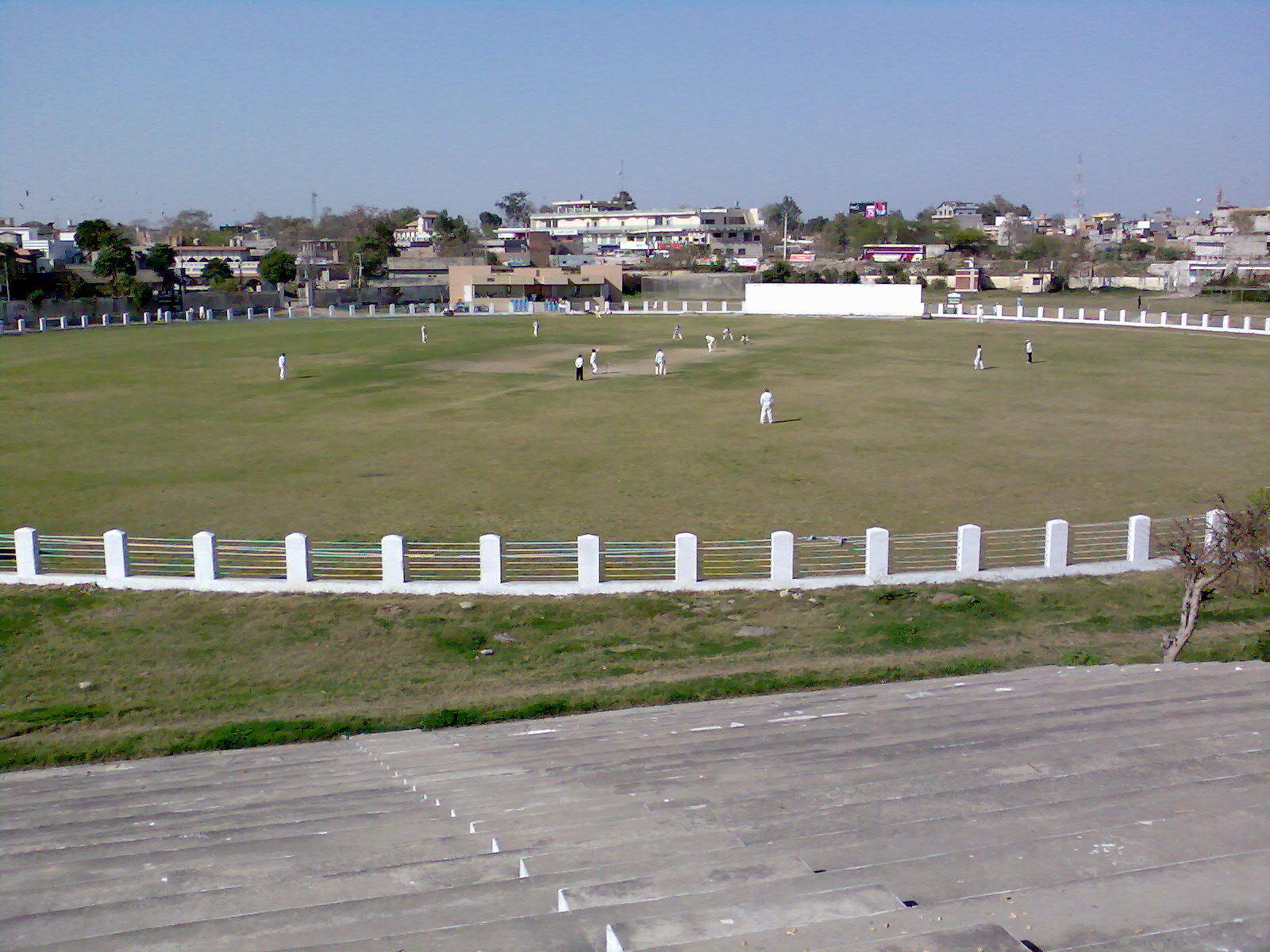
Stadion

Nachází se zde kriketový a fotbalový stadion, kde se konají turnaje okresní úrovně. V říjnu 2008 byl stadion zmodernizován pro regionální soutěže.

## Osobnosti
- Indra Kumár Gudžrál (* 1919), diplomat, 12. premiér Indie